# D.P. -脱走兵追跡官-
『D.P. －脱走兵追跡官－』（ディーピー だっそうへいついせきかん、朝: D.P.、英: D.P.）は、2021年8月27日からNetflixで配信されている韓国の配信テレビドラマシリーズ。
韓国の兵役をテーマにしており、原作は、キム・ボトンの実体験に基づくウェブ漫画『D.P.犬の日』。監督は、ハン・ジュニ。脚本は、キム・ボトン、ハン・ジュニ。出演は、チョン・ヘイン、ク・ギョファン、キム・ソンギュン、ソン・ソックなど。タイトルの「D.P.」は「Deserter Pursuit」の略で、「脱走兵追跡」の意味である。
2021年12月14日、シーズン2の制作が発表された。

## あらすじ
2014年、兵役義務により入隊したアン・ジュノ（チョン・ヘイン）は、鋭い洞察力とボクシング経験を買われ、軍務を放棄した脱走兵を追跡する部隊「D.P.」に配属される。任務を遂行する中で、兵士の自殺やいじめ、パワハラなどに直面し、軍の過酷な実態や不条理が浮き彫りになっていく。

## 登場人物
アン・ジュノ（二等兵→一等兵）
演 - チョン・ヘイン、声 - 浪川大輔
兵役義務で入隊後、D.P.として配属される。
ハン・ホヨル（上等兵→兵長）
演 - ク・ギョファン、声 - 子安武人
D.P.組長。ジュノのパートナーとして共に任務にあたる。
パク・ボムグ（中士）
演 - キム・ソンギュン、声 - 井上和彦
軍務離脱担当官。ジュノとホユルに指示を与え、サポートする。
イム・ジソプ（大尉）
演 - ソン・ソック、声 - 三上哲
憲兵隊長補佐官。進級第一で、ボムグと対立する。
チョ・ソクポン（一等兵）
演 - チョ・ヒョンチョル
ジュノを気にかけてくれる優しい先輩であるが、オタクと呼ばれていじめられている。
ファン・ジャンス（兵長）
演 - シン・スンホ
除隊間近の兵長。後輩であるジュノやソクポンらに暴力をふるう。
パク・ソンウ（上等兵→下士）
演 - コ・ギョンピョ
ホ・ギヨン（一等兵→上等兵）
演 - パク・セジュン
D.P.の情報収集担当。
チョン・ヨンドク（中領）
演 - ヒョン・ボンシク、声 - 広瀬彰勇
リュ・イガン（上等兵→兵長）
演 - ホン・ギョン
キム・ルリ（一等兵）
演 - ムン・サンフン
チョ・ソクポンの友人。
ク・ジャウン（准将）
演 - チ・ジニ
オ・ミヌ（准尉）
演 - チョン・ソギョン
シン・アフィ（一等兵→兵長）
演 - チェ・ヒョヌク
ソ・ウン（中領）
演 - キム・ジヒョン
イム・ジソプの元妻。
シン・ウソク
演 - パク・ジョンウ
チェ・ジュンモク
演 - キム・ドンヨン
チョン・ヒョンミン
演 - イ・ジュニョン
ホ・チド
演 - チェ・ジュニョン
チャン・ソンミン
演 - ペ・ナラ
ジュノの父
演 - クォン・ヘヒョ
シン・ヘヨン
演 - イ・ソル
シン・ウソクの姉。

## エピソード
| 通算 話数 | タイトル              | 監督         | 脚本                       | 公開日        |
| --------- | --------------------- | ------------ | -------------------------- | ------------- |
| 1         | "花を持った男"        | ハン・ジュニ | キム・ボトン、ハン・ジュニ | 2021年8月27日 |
| 2         | "一場春夢"            | ハン・ジュニ | キム・ボトン、ハン・ジュニ | 2021年8月27日 |
| 3         | "その女"              | ハン・ジュニ | キム・ボトン、ハン・ジュニ | 2021年8月27日 |
| 4         | "モンティ･ホール問題" | ハン・ジュニ | キム・ボトン、ハン・ジュニ | 2021年8月27日 |
| 5         | "軍用犬"              | ハン・ジュニ | キム・ボトン、ハン・ジュニ | 2021年8月27日 |
| 6         | "傍観者たち"          | ハン・ジュニ | キム・ボトン、ハン・ジュニ | 2021年8月27日 |

## 不祥事
出演者がアルバイト先のコンビニエンスストアにおいて、賞味期限切れの商品を棚から片付けた際に店主が怒るシーンを撮影した時にセブン-イレブンのロゴが使用されたため、問題になった。韓国の現地法人である「コリア・セブン」（ロッテグループ傘下）は「ブランドイメージを損なう」と指摘し、該当シーンの修正などを要求したことが2021年9月に報じられた。これを受けて、Netflixと制作会社はセブン-イレブンのロゴをCGで修正することを明らかにした。